# Martorn
Martorn (Eryngium maritimum) är en art i martornssläktet och familjen flockblommiga växter som förekommer på havsstränder.

## Beskrivning
Martorn är en flerårig grov, blågrå och taggig havsstrandväxt som vanligtvis mäter 1–2 decimeter. Dess blad är tjocka, läderartade, handflikiga med uppåtböjda nerver som i bladkanten övergår i taggar. Bladen har ett skyddande vaxöverdrag som ger ett visst skydd mot torka. Martorn blommar från juli till augusti med små blåaktiga blommor, som sitter samlade i nästan svepebladsomgivna huvuden. Även svepebladen hos denna växt har taggar i kanten. Foderbladen är långa och sitter kvar på frukten. Den har bruna frukter som är relativt stora och plattade med krokhår på ovansidan. Martorn har en slående likhet med tistlar, men de är inte närmare besläktade. Den har en kraftig pålrot som kan nå 3–5 meter ner i marken men som oftast är runt 1,5 meter lång.

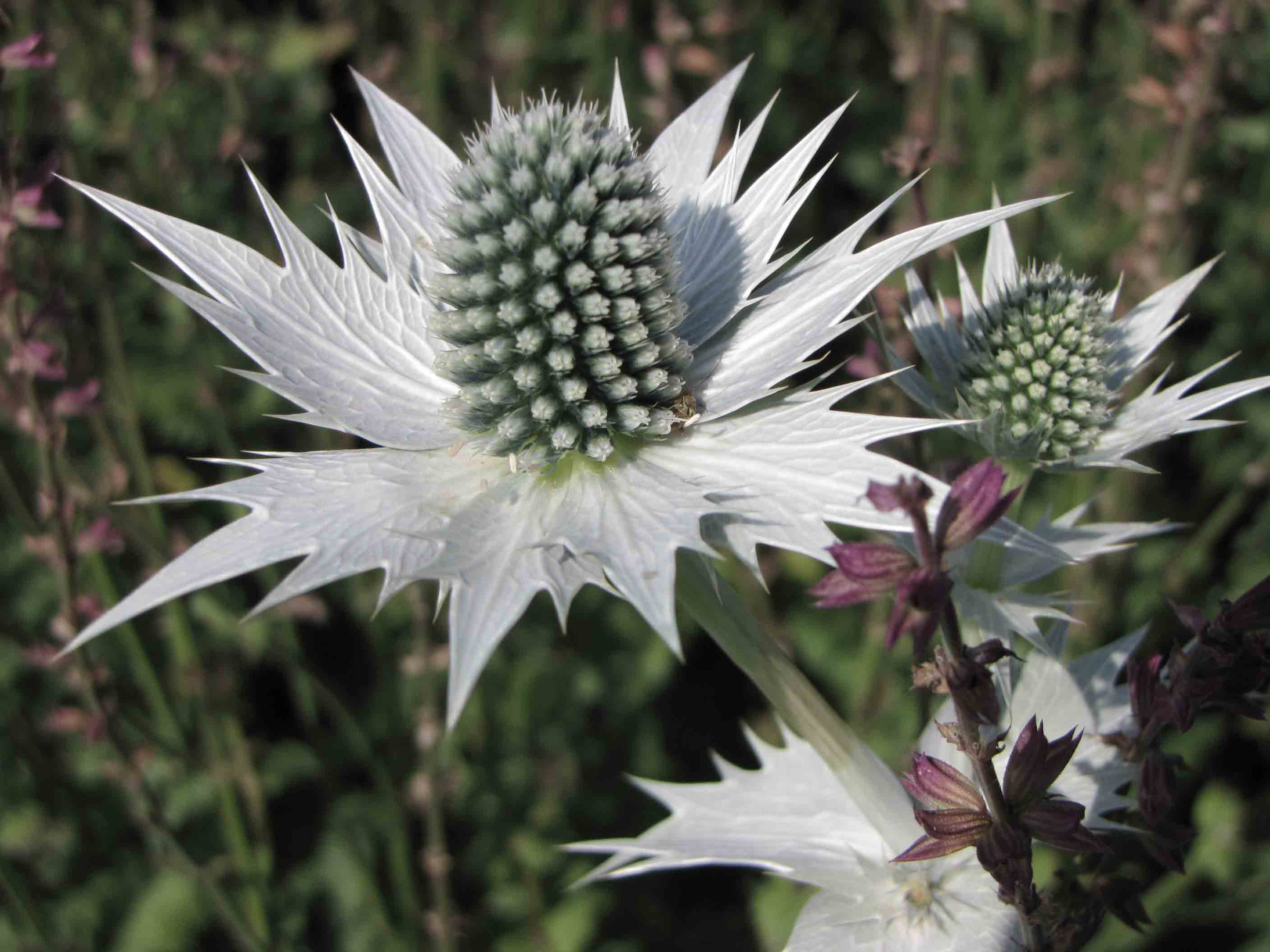
Blomknopp.
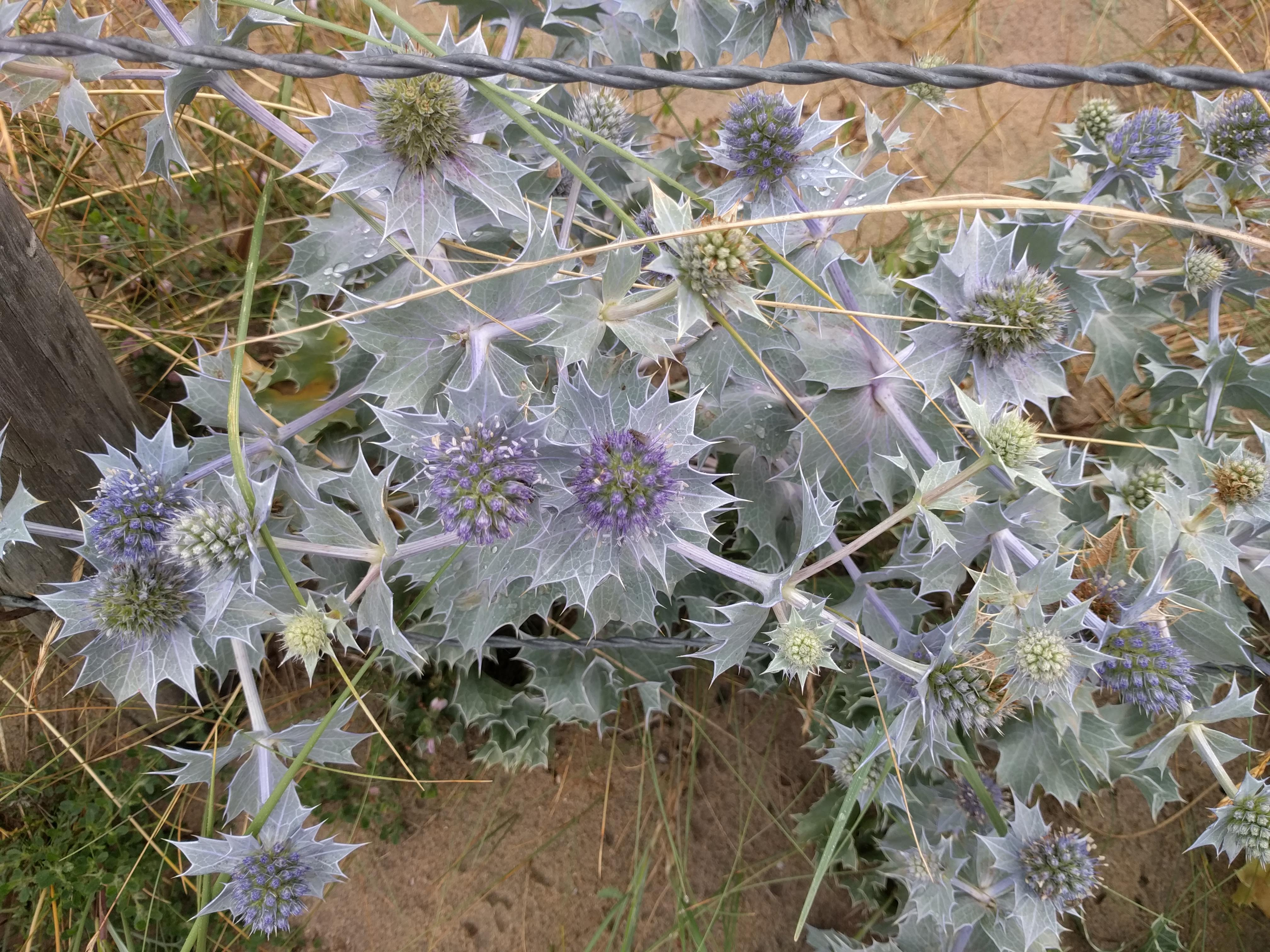
Blommande martorn.
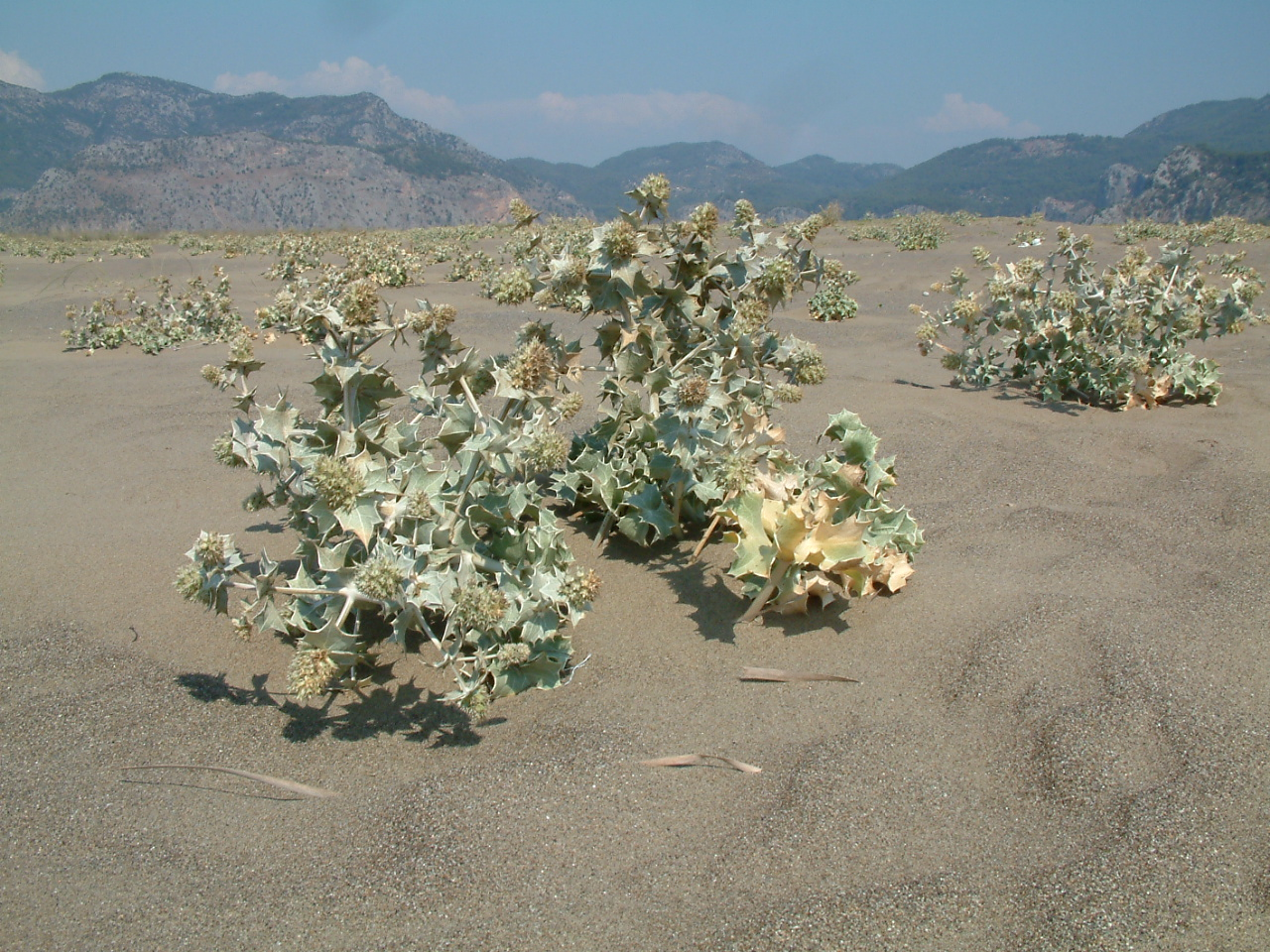
Överblommade martorn i Turkiet.

## Utbredning och systematik

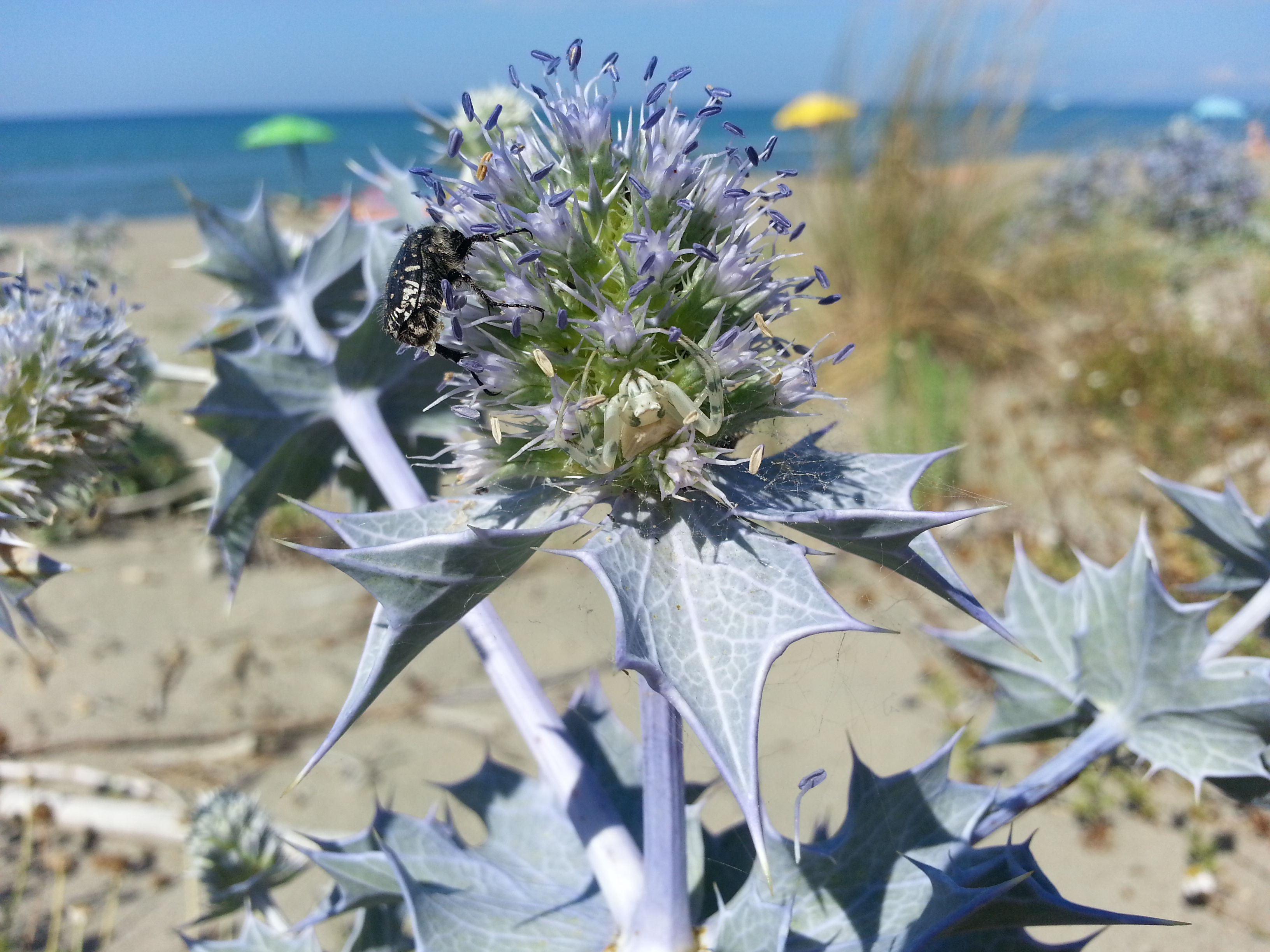
Blommande martorn som besöks av en målarguldbagge, på Italiens västkust.

Martorn beskrevs första gången 1753 då Linné hittade arten på norra Öland. Den förekommer på havsstränder runt om i Europa, i Nordafrika och Mellanöstern. Den förekommer i Sverige, Danmark och på Sørlandet i Norge, runt Östersjön så långt norrut som till Dagö i Estland, på Brittiska öarna, i Västeuropa samt Medelhavsområdet, i Mellanöstern så långt söderut som Israel, och runt Svarta havet. I Nordafrika växer den från den västra delen av Libyen, vidare genom Tunisien och Algeriet till Marocko. Vid ett tillfälle har den anträffats på Island.
Den har introducerats som prydnadsväxt och för att stärka sanddyner i Amerika och Australien. I Nordamerika växer den längs östkusten från Ontario i Kanada till North Carolina, och på fem lokaler i Australien, i New South Wales, mellan Taree och Budgewoi.

### Förekomst Sverige
Arten förekommer sällsynta utefter västkusten från Bohuslän till östra Skåne. Den finns även sällsynt på Gotland och norra Öland. Tidigare fanns den även i sydvästra Blekinge.

## Ekologi

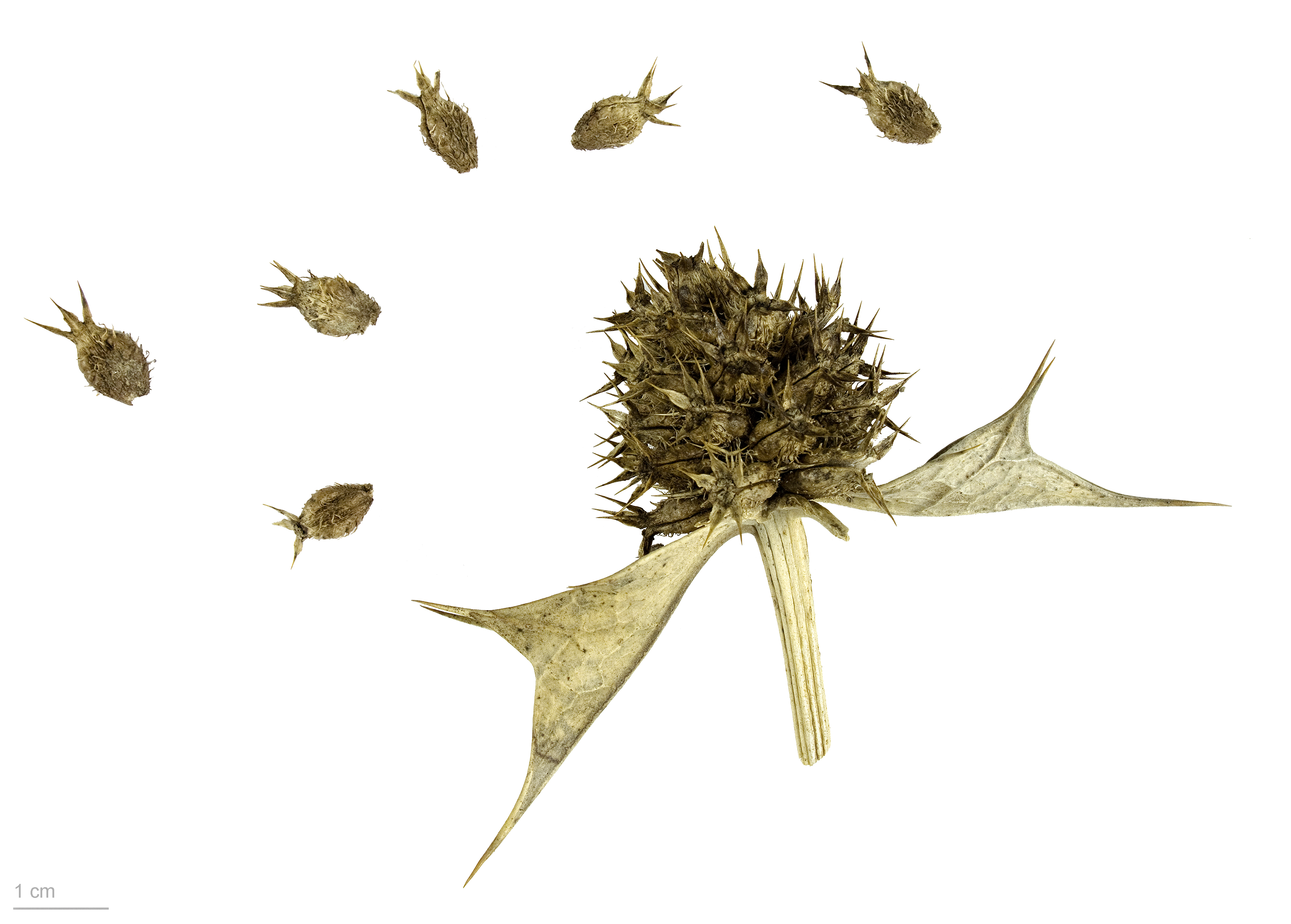
Martorn har platta ganska stora fruktkroppar med krokhår på ovansidan.

Martorn växer på sandiga havsstränder, oftast strax ovanför högvattenlinjen, men förekommer ibland även på grusigare stränder. Den är beroende av saltvatten och till skillnad från många andra strandlevande växter förekommer den aldrig på inlandslokaler. Den växer ofta tillsammans med glest förekommande sandstarr, sandrör och strandråg. Den står sig även över vintern då dess rötter sträcker sig långt ned i marken för att komma åt vatten. Arten gynnas av betande djur som kor och får.

## Martorn och människan

### Status och hot
I Sverige har martorn minskat kraftigt och försvunnit från många lokaler och har därför varit listad som starkt hotad (EN) på naturvårdsverkets rödlista över hotade arter i Sverige. Bevarandeåtgärder med utplantering har varit positiva för arten varför den idag kategoriseras som sårbar (VU). Främsta orsaken till att arten minskar är förändrad markanvändning då betesmarker försvinner från strandängar.

### Inom kulturen
Carl von Linné menade att de första späda skotten smakar sparris, är urindrivande och uppmuntrande. Den har haft en betydelsefulla roll inom örtmedicinen, men även som en ätbar växt och som prydnadsväxt från medeltiden och framåt. Den förekommer i flera litterära verk från denna period, särskilt kan nämnas William Shakespeares komedi De muntra fruarna i Windsor och i Goethes Italienische Reise. Den finns avbildad i kuststäderna Dziwnóws, Żelistrzewos och Ustronie Morskies stadsvapen och på belgiska, östtyska och litauiska frimärken.

Dziwnóws stadsvapen.
Żelistrzewos stadsvapen.
Ustronie Morskies stadsvapen.
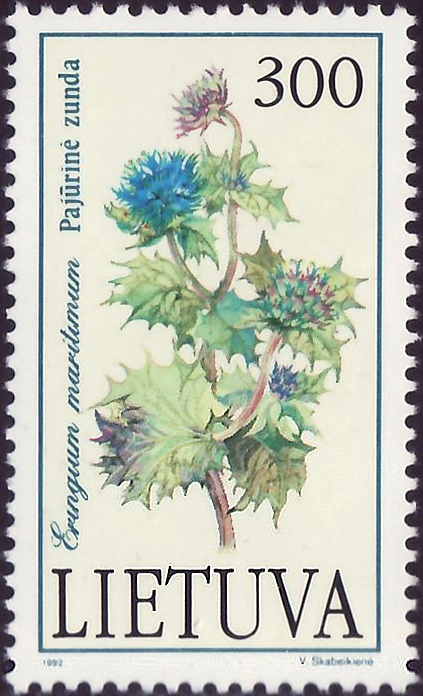
Litauiskt frimärke.

### Namn
Det vetenskapliga namnet Eryngium kommer av grekiskans eryngion som betyder getskägg och maritimum som kommer från latinets mare, som betyder hav, och syftar på artens förekomst vid havet. Martorn har även kallats kostertistel, manskraft, manstro, martorna, vanlig martorn eller äkta martorn.